# 短柄虎耳草
短柄虎耳草（学名：Saxifraga brachypoda）为虎耳草科虎耳草属下的一个种。

## 扩展阅读
- 維基物種上的相關：短柄虎耳草